# Umschlagplatz

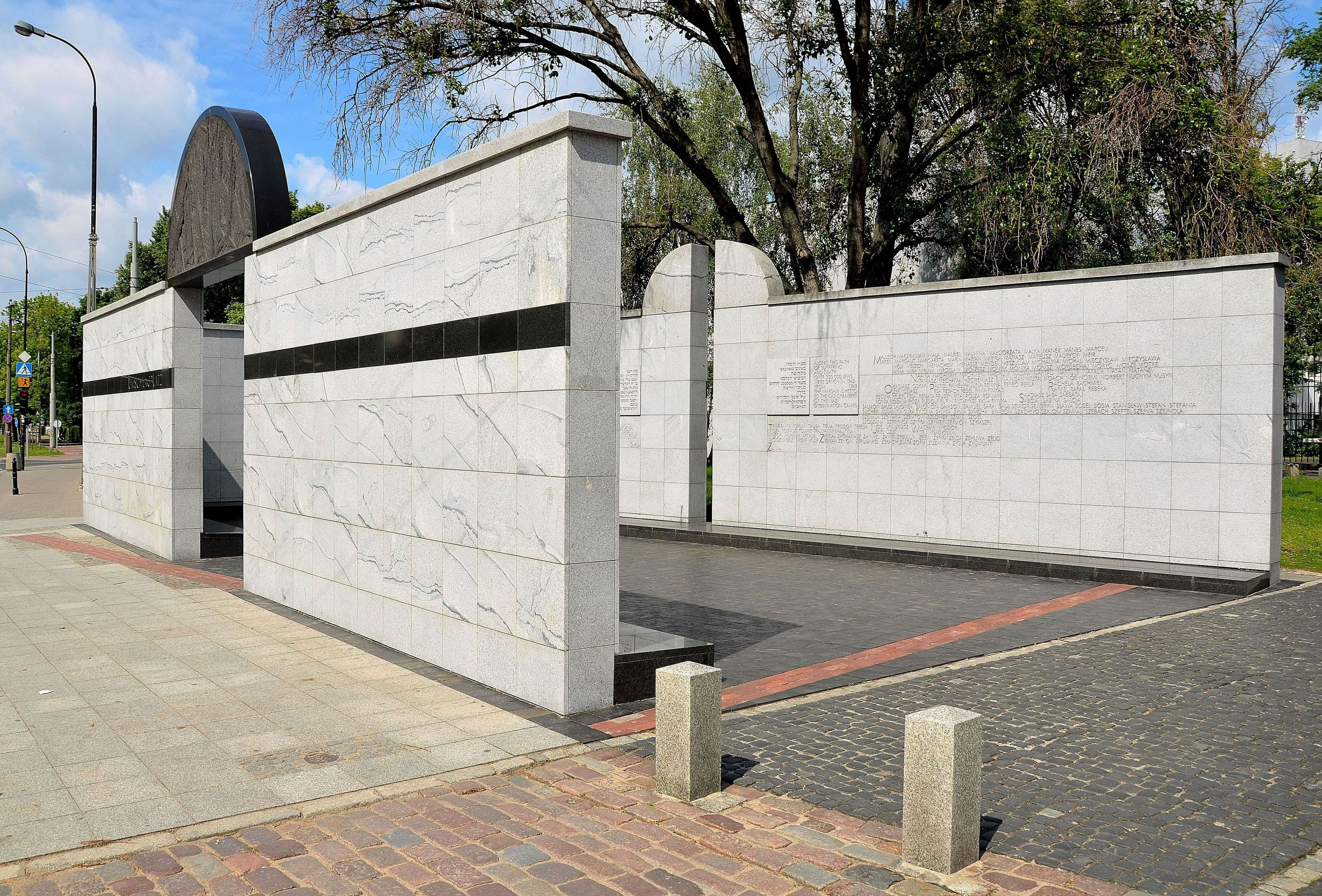
Monumento memorial de la Umschlagplatz en Calle Stawki

La Umschlagplatz (traducido del alemán como : Punto de recogida o de carga) fue el término usado durante el Holocausto para las zonas adyacentes a las estaciones de ferrocarril de mercancías en la Polonia ocupada por los alemanes en dónde los judíos reubicados en los guetos fueron congregados para la posterior deportación a los campos de exterminios nazis. El mayor punto de encuentro se encontraba en Varsovia, próximo al gueto. Se estima que en 1942, entre 254.000 y 265.000 judíos fueron deportados a Treblinka durante la Operación Reinhard, considerada la fase más letal de la Shoah. A menudo, estos debían pasar la noche a la intemperie mientras esperaban los trenes que debían recogerles.
Aparte del de Varsovia, también había otros puntos como el de Radegast, Łódź, desde donde eran enviados a Chełmno y a Auschwitz.
En 1988 fue erigido un memorial en la calle Stawki de la capital polaca en recuerdo a las víctimas deportadas durante las Umschlagplatz. El monumento, se asemeja a un vagón de ganado con las puertas abiertas.

## Uso del término

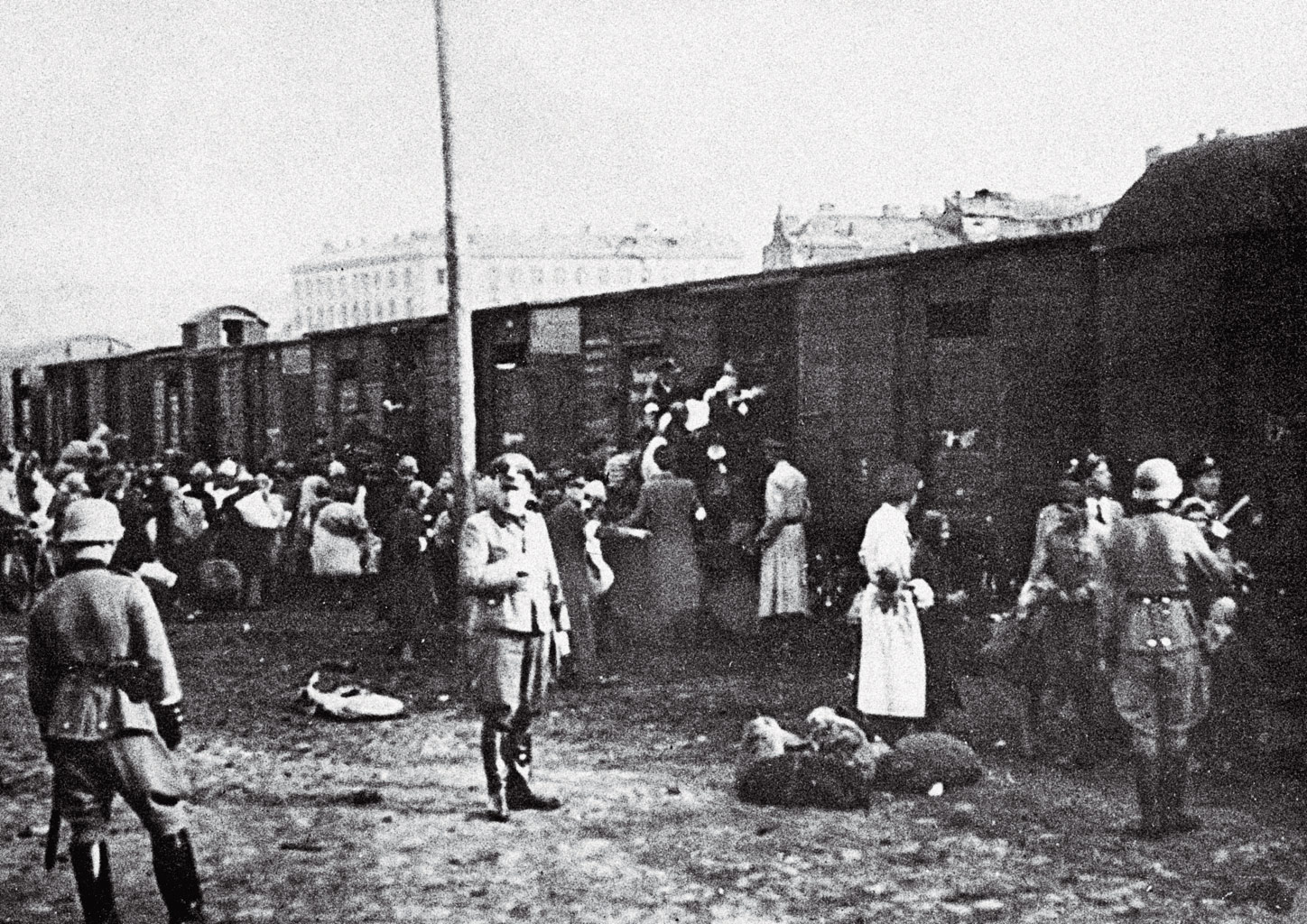
Judíos del gueto a punto de ser deportados

El término no tenía connotaciones negativas, puesto que la palabra alemana Umschlagplatz se refiere al transporte y comercialización de mercancías, ya sea alimentación u otros productos por transporte, sin embargo, el significado fue corrompido por las autoridades nazis, los cuales utilizaron el término como eufemismo para llevar a los judíos a algún punto en concreto de la ciudad a la espera de ser deportados. Al igual que con otras palabras como: Sonderbehandlung, cuya traducción es "trato preferencial", esta también cambió de significado, de uno positivo a otro negativo.,
A través de un lenguaje ambiguo, la función de la "recolecta" (tal como se tendría que traducir) era la de enviar a millares de personas a sus respectivas muertes. En enero de 1943, Heinrich Himmler recibió el informe Korherr, el cual detallaba un cálculo estadístico de cuántos judíos permanecían en Europa. En tales páginas se puede comprobar el vocabulario empleado sin recurrir a ninguna otra terminología.

## Gueto de Varsovia

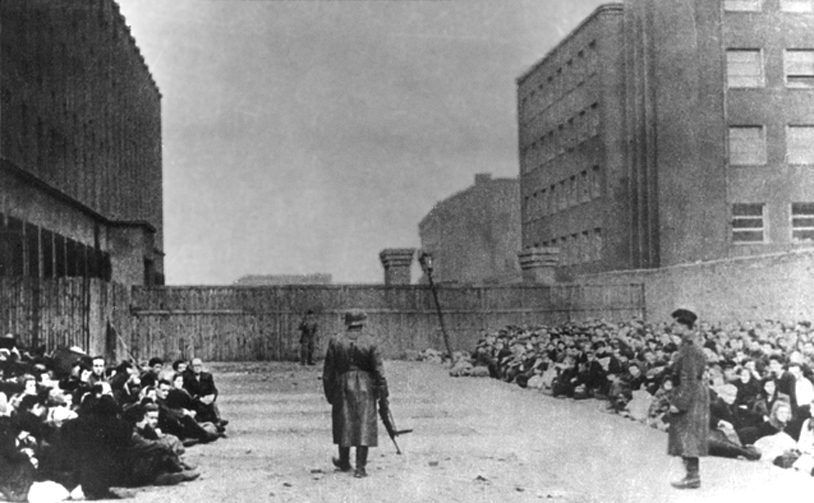
Judíos del gueto en la Umschlagplatz a la espera del ferrocarril

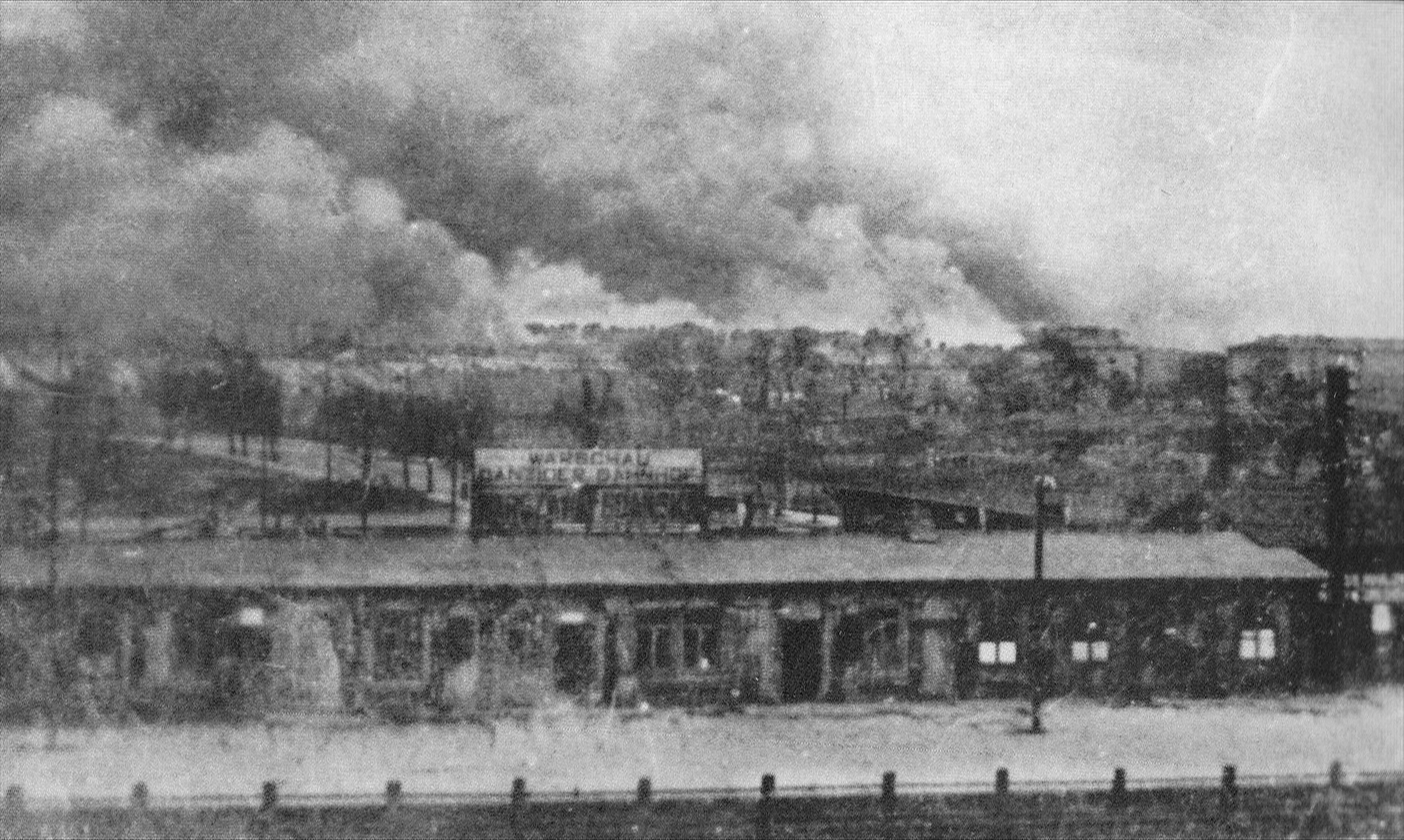
Estación de Warszawa Gdańska en 1943. Al fondo se pueden ver varios incendios desde el gueto

Durante la Grossaktion en Varsovia, la cual empezó el 22 de julio de 1942, los judíos fueron trasladados a Treblinka en vagones de ganado dos veces al día: a primeras horas de la mañana (tras pasar una noche a la espera del tren) y a media tarde. En ocasiones se conseguían deportar 10.000 judíos al día. Se estima que 300.000 fueron llevados hasta las cámaras de gas de Treblinka, información descrita por fuentes como "la mayor matanza de una comunidad durante la II Guerra Mundial". Las deportaciones masivas finalizaron el 21 de septiembre de 1942, sin embargo, a partir del 19 de abril de 1943 se reanudó la circulación de los trenes al campo de exterminio hasta que se produjo el levantamiento del gueto.
La Umschlagplatz fue creada tras rodear la parte occidental de la estación de Warszawa Gdańska adyacente al gueto con un vallado de madera hasta que optaron por sustituirlo por una pared de cemento. Las instalaciones de la estación, así como un antiguo albergue para mendigos y un hospital, fueron convertidos en un campo de prisioneros. En cuanto al resto de la estación, continuó dando servicios regulares.
Dicha estación fue construida en 1876, mientras que los demás edificios se levantaron entre 1921 y 1935.
Tras la invasión alemana en septiembre de 1939, la plaza de la estación, pasó a ser administrada por la Transferstelle (Oficina de Transferencia) alemana. En un principio, la función de esta administración era la de supervisar el flujo de productos alimenticios y de necesidad entre el recién establecido gueto y la "zona aria" de Varsovia. Por aquel entonces, los ocupantes del gueto se refirieron a la plaza como "Umschlag".
A finales de enero de 1942, la parte sur de la plaza, fue incorporada al gueto.

## Deportaciones a Treblinka

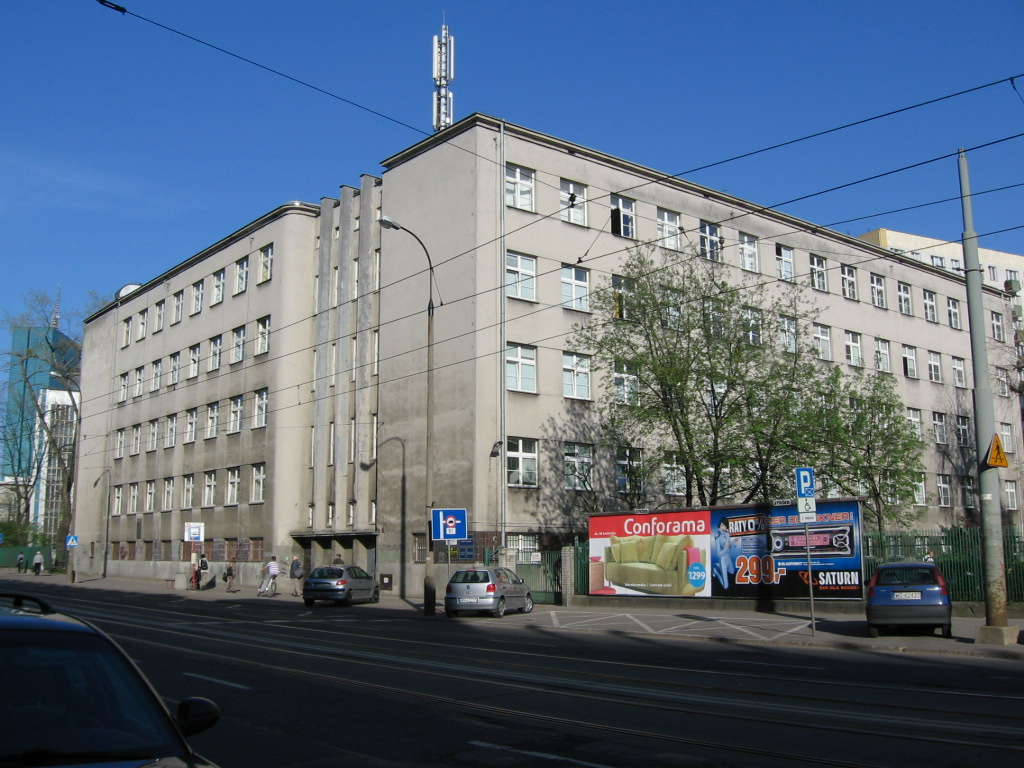
Facultad de Psicología de la Universidad de Varsovia, edificio utilizado como cuartel general por la Gestapo.

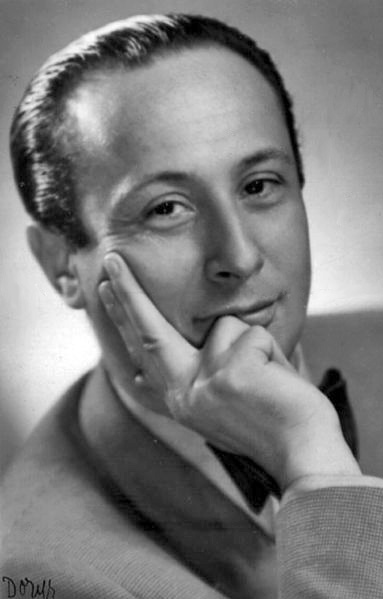
Władysław Szpilman, pianista superviviente del holocausto

A partir de julio de 1942, los edificios aledaños fueron utilizados por los alemanes cómo lugares de selección. La población judía fue reunida en la plaza antes de dar comienzo a las deportaciones hacia Treblinka. Los cuarteles generales de las unidades de las SS responsables de la selección y posterior deportación estuvieron ubicados en un antiguo colegio de primaria de la calle Stawki. La Umschlagplatz fue dividida en dos partes: la sur (dentro del gueto amurallado), que servía de acceso a la Umschlagplatz a la espera de los trenes; y la norte, donde se encontraban las vías férreas con destino a Treblinka.
La Policía Judía supervisaba las detenciones para la Umschlagplatz. Una vez, las casas y/o bloques fueron acordonados y sus moradores en la calle, estos fueron trasladados a un punto vigilado como una calle sin salida o el patio de un bloque de viviendas. Tras comprobar las documentaciones, los individuos fueron escoltados hasta la zona de recogida. En cuanto a los edificios, una vez vacíos, eran registrados de nuevo para comprobar que no había nadie escondido. En caso de que así fuere, la víctima era ejecutada in situ o trasladada junto con los demás. Algunos hombres jóvenes fueron trasladados a un campo de internamiento conocido como Dulag donde serían seleccionados para ir a campos de trabajo forzoso o de exterminio.
Las autoridades germanas se encargaban de organizar la liquidación del gueto. A principios de agosto, las fábricas y talleres alemanes (szopas) junto con las oficinas del Judenrat fueron clausurados y el personal enviado a la Umschlagplatz desde la calle Ludwika Zamenhofa. Entre la población judía que se encontraba en el lugar, destaca la presencia del pianista: Władysław Szpilman, quien estuvo a punto de subir a uno de los vagones hasta que fue reconocido por un miembro de la Policía Judía, el cual le salvó de una muerte certera. La supervivencia de Szpilman quedó reflejada en su autobiografía: El pianista del gueto de Varsovia, y que años más tarde, en el 2002, sería adaptado al cine bajo la dirección de Roman Polański.

## Memorial
El 18 de abril de 1988, en vísperas del 45.º aniversario del alzamiento del gueto, se erigió un monumento de piedra que representaba las puertas abiertas de un vagón de ganado en el punto exacto donde estaba la Umschlagplatz. El memorial tiene una inscripción en cuatro idiomas: polaco, yiddish, hebreo e inglés en el que reza:

A lo largo de este camino de sufrimiento y muerte, más de 300.000 judíos fueron llevados del gueto de Varsovia a las cámaras de gas del Campo de Exterminio de Treblinka durante los años 1942 y 1943

En las paredes se pueden leer también los cuatrocientos nombres más habituales de la población judía de Polonia por orden alfabético desde Aba hasta Żanna. Cáda uno conmemora a cada una de las mil víctimas del gueto.
La entrada, está coronada por fragmentos de lápidas fabricadas con sienita y que fueron donadas por el Gobierno y la sociedad de Suecia. En el interior, también se puede encontrar un bosque diseminado como símbolo del exterminio de la población judía.
La selección y secuencia de colores (blanco con franjas negras) en la pared frontal representa el ropaje tradicional judío. Fue creado por la arquitecta Hanna Szmalenberg y el escultor Władysław Klamerus en sustitución de una placa conmemorativa colocada a finales de los años 40.
En 2002, la zona del monumento y los edificios escolares adyacentes pasaron a formar parte del Registro de Monumentos Históricos.
|                                                                 |
| Placas conmemorativas y nombres judíos tallados en el monumento |

|                                                                      |
| Parte posterior construido con un fragmento de una lápida de sienita |

|                                                |
| Tranvía de la época que pasaba cerca del gueto |